# Cerkiew św. Mikołaja w Perondi
Cerkiew św. Mikołaja (alb. Kisha E Shën Kollit) – prawosławna cerkiew w Perondi, w okręgu Kuçova, w Albanii.
Cerkiew została zbudowana w XI wieku i należy do najstarszych zabytków sakralnych w Albanii.
Początkowo była to trójnawowa bazylika. W kolejnym etapie rozwoju dobudowano dzwonnicę i narteks. W 1786 r. świątynia została przebudowana. Między innymi zbudowano nowy dach. Kolejne przebudowy nastąpiły w 1931 r. Pomimo tych zmian do dziś obiekt uważany jest za jeden z najbardziej reprezentatywnych dla stylu bizantyjskiego w rejonie.
W 1963 obiekt został wpisany na listę religijnych i kulturalnych zabytków Albanii (Objekte fetare me statusin Monument Kulture).